# むすめふさほせ百人一首
むすめふさほせ百人一首 （むすめふさほせひゃくにんいっしゅ）は、1996年にNECインターチャネルより発売されたパソコンソフト。取扱説明書（B6判・31頁）付。

## このソフトの特長
鑑賞・暗記・かるた取り・坊主めくりクイズ等が1枚で楽しめ、学習できる。

## スタッフ
- 監修：有吉保
- 推薦：全日本かるた協会
- 朗詠：稲葉修至　全日本かるた協会公認読手